# 아랍에미리트의 철도
아랍에미리트의 철도는 확장되고 있는 운송 수단이다. 에티하드 레일(Etihad Rail)은 국유 철도 회사이며 국유 기업이다.

## 본선
아랍에미리트의 주요 철도망은 에티하드 레일이 소유하고 운영한다. 에티하드 철도는 걸프 철도를 통해 페르시아만 국가의 이웃 아랍 국가들의 네트워크와 연결된다.

## 도시

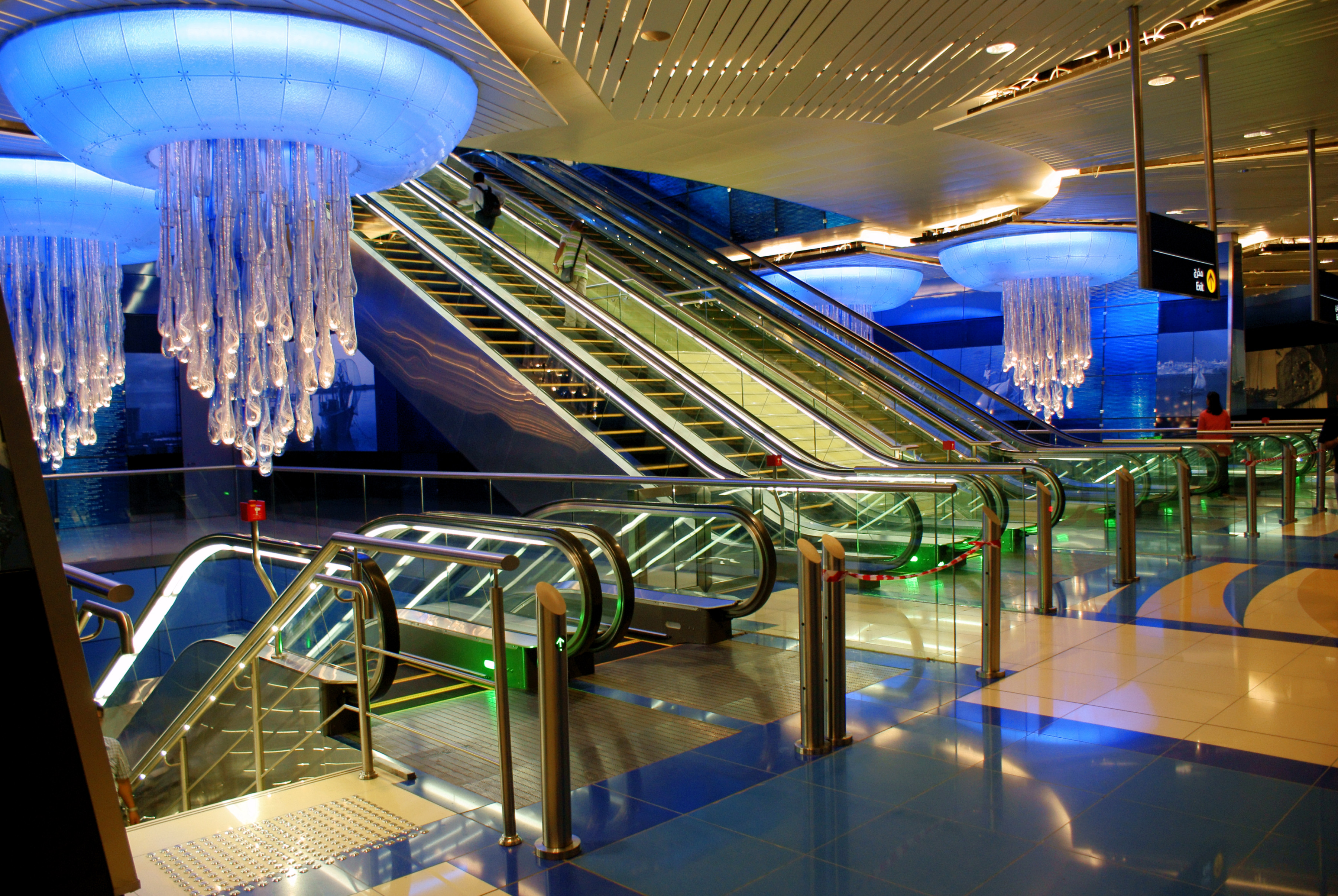
두바이 메트로 (2009년 9월 10일 개통)

- 두바이 메트로
- 팜 주메이라 모노레일
- 두바이 트램
- 두바이 트롤리
- 두바이 국제공항 자동 사람 이동기

### 공사 중 또는 공사 예정
- 아부다비 지하철
- 아부다비 트램
- 샤르자 지하철
- 샤르자 트램
- 아지만 트램